# Olga Voženílková
Olga Voženílková (17 maggio 1972) è una pentatleta ceca.

## Palmarès
In carriera ha conseguito i seguenti risultati:
- Mondiali:

Mosca 1997: bronzo nel pentathlon moderno a squadre.
Millfield 2001: bronzo nel pentathlon moderno staffetta a squadre.
San Francisco 2002: oro nel pentathlon moderno staffetta a squadre.
Pesaro 2003: bronzo nel pentathlon moderno staffetta a squadre.
- Europei

Usti nad Labem 2003: bronzo nel pentathlon moderno staffetta a squadre.